# Убити краља
Убити краља (енгл. To Kill a King) британски је филм о Енглеском грађанском рату режисера Мајка Баркера у коме главне улоге тумаче Тим Рот, Дагреј Скот и Руперт Еверет.

## Радња
Талентовани командант Томас Ферфакс води трупе Парламента до победе над присталицама Чарлса I. Међутим, краљ не губи храброст и не жели да прави компромис са новом владом, верујући да му је власт дата од Бога. Успева да привуче на своју страну Дензила Холиса, председника Парламента. Видевши да је Парламент гласао за Холисов предлог да се власт врати краљу, Кромвел и Ферфакс се окрећу лојалним војницима и хапсе одређени број чланова Парламента. Међутим, Холис, упозорен Ферфаксовим писмом, успева да побегне из Енглеске. Ферфаксова жена говори двојици ројалиста у посети који желе да виде краља где је његово тајно место заточења. Ројалисти организују бекство за краља, али потера сустиже бегунце. Парламент почиње суђење краљу. Краљ износи логичне аргументе који уништавају суштину оптужбе, супружници Ферфакс демонстративно напуштају састанак и град. Кромвел, праћен остатком Дома, једногласно доноси пресуду „крив“, претварајући суђење у фарсу. Кромвел тада преузима команду на Ферфаксовом месту. Краљ је обезглављен на тргу.
Одбивши понуду Холиса који се вратио и његовог таста да се придруже ројалистичком табору, Ферфакс стиже да убеди Кромвела, али он, прихвативши титулу лорда заштитника, прихвата краљевске почасти и спрема се да покрене рат против Шкотске. Схвативши да се Кромвел претвара у окрутнијег и крвожеднијег тиранина од свргнутог Чарлса I, Ферфакс одлучује да убије лорда заштитника и наговара наредника Џојса да одвуче пажњу стражарима хицем на тргу током говора. Међутим, у одлучујућем тренутку, Ферфакс не налази снаге да убије свог пријатеља и спасава га од Џојсовог хица. Ферфакс признаје свој план Кромвелу, који наређује да се издајник зароби, али Ферфакс мирно одлази, дочекан поздравима народа.